# سنت-سابین
سنت-سابین (به فرانسوی: Sainte-Sabine) یک کمون در فرانسه با جمعیت ۱۸۶ نفر است که در Canton of Pouilly-en-Auxois واقع شده‌است.